# Give Me Love
Singles de Cerrone
Supernature
(1977) Je Suis Music
(1978)
Pistes de Supernature (Cerrone III)
In The Smoke
(3) Love Is Here
(5)
Give Me Love est une chanson du musicien français Cerrone sortie en 1977 sous le label Malligator (Universal Music Group).
La chanson a été écrite par Alain Wisniak et Cerrone. En 2001, le DJ français Bob Sinclar remixe le titre en version house.

## Classement par pays
Version originale
| Classement (1978) | Meilleure place |
| ----------------- | --------------- |
| France (IFOP)     | 38              |

Remix de Bob Sinclar
| Classement (2001) | Meilleure position |
| ----------------- | ------------------ |
| France (SNEP)     | 39                 |
| Italie (FIMI)     | 51                 |